# Once and Forever
Once and Forever est un film américain réalisé par Phil Goldstone, sorti en 1927.

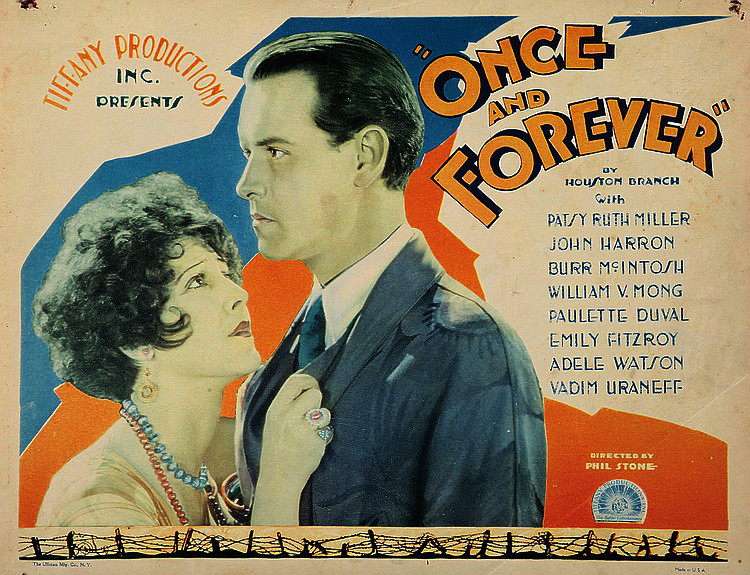
Carte promotionnelle du film.

Une copie partielle du film est conservée dans les archives du British Film Institute.

## Fiche technique
- Réalisation : Phil Goldstone
- Scénario : Houston Branch (en)

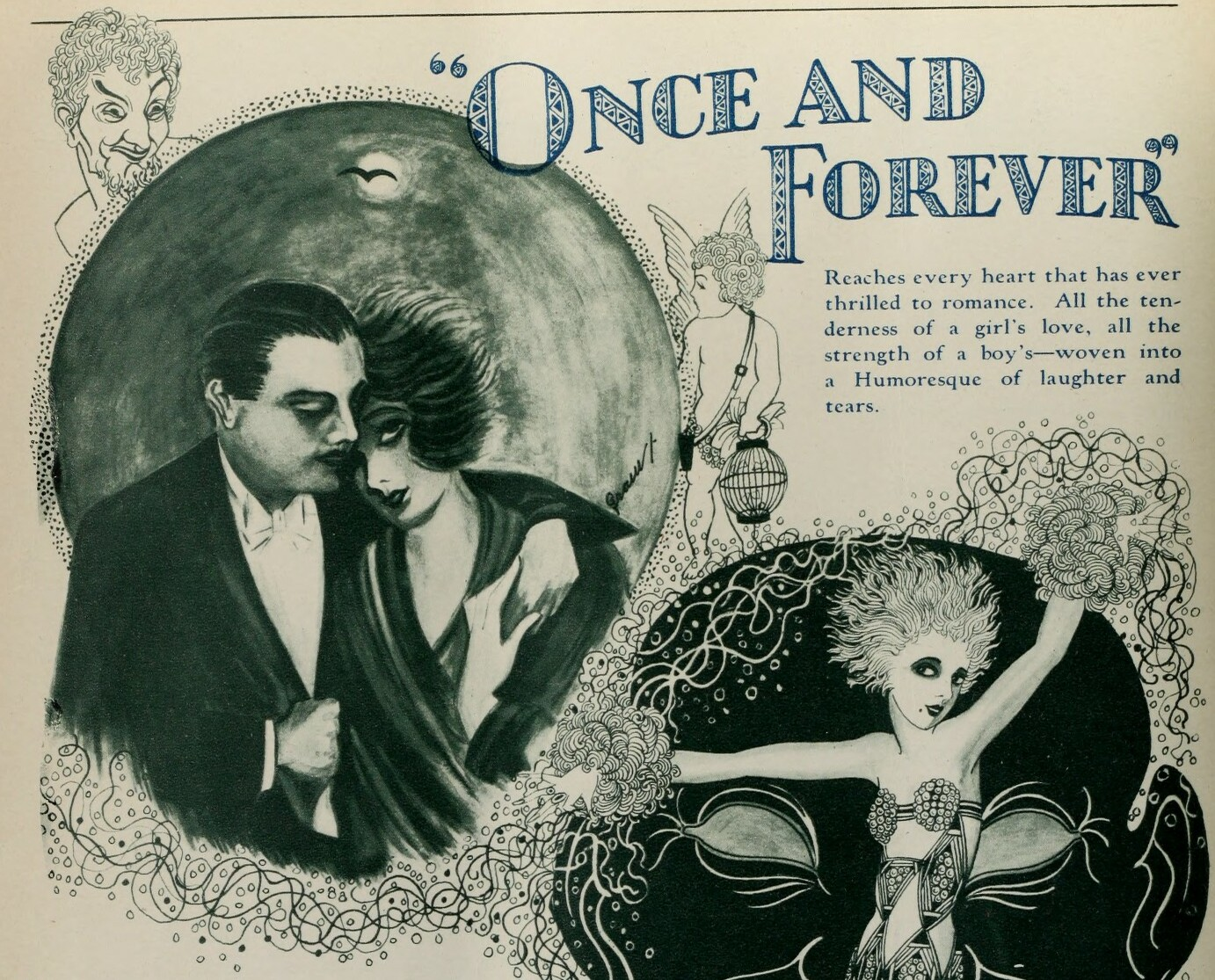
Annonce pour le film dans le magazine The Film daily.

- Photographie : Max Dupont, E. Fox Walker
- Décors : George Sawley (en)
- Montage : Martin G. Cohn
- Production : Tiffany Pictures
- Distributeur : Tiffany Pictures
- Durée : 60 minutes
- Date de sortie : 15 octobre 1927

## Distribution
- Patsy Ruth Miller : Antoinette
- John Harron : Georges
- Burr McIntosh : Gouverneur
- Emily Fitzroy : Katherine
- Adele Watson : Henriette
- Vadim Uraneff : Axel